# Румянцев, Сергей Петрович
Граф Сергей Петрович Румянцев (17 (28) марта 1755—24 января (5 февраля) 1838) — русский дипломат, сенатор и меценат, последний граф Румянцев.
Инициатор закона 1803 года о свободных хлебопашцах. Его именем названа усадьба Сергиевка под Петербургом.

## Биография
Самый младший сын фельдмаршала графа П. А. Румянцева-Задунайского (1725—1796) от его брака с Екатериной Голицыной (1724—1779), дочерью князя М. М. Голицына. Получил домашнее образование под присмотром матери, жившей отдельно от мужа в Москве.
С рождения был записан в гвардейскую артиллерию, в 1762 году был переведён вахмистром в лейб-гвардии Конный полк, а в январе 1769 пожалован, за службу отца, в корнеты. В 1772 году был назначен камер-юнкером. Находясь при дворе императрицы Екатерины II вместе с матерью, назначенной обер-гофмейстериной, Румянцев сблизился с бароном Фридрихом Гриммом (1723—1807) и подружился с ним на всю жизнь.
По просьбе графини Екатерины Михайловны Гримм отвёз её сыновей, Сергея и Николая, в Лейденский университет. В университете они пробыли с 1774 года по сентябрь 1774 года, изучая право и всеобщую историю. После братья Румянцевы, сопровождаемые Гриммом, отправились в Париж, посетили Женеву, где познакомились с Вольтером и прибыли в Италию. На родину они вернулись через Венецию и Берлин, и в 1777 году прибыли в Петербург.

Вместе с братом 5 мая 1779 года был пожалован в камергеры. На следующий год, переживая смерть матери, отправился за границу. Он посетил Швецию, Данию, Голландию, Англию, Францию. В Париже Румянцев намеревался прожить долго. «Приятная жизнь, которую я там вёл, и отличие, которым во многих случаях я пользовался, не позволяли мне думать о выезде», — писал он в своей автобиографии. 

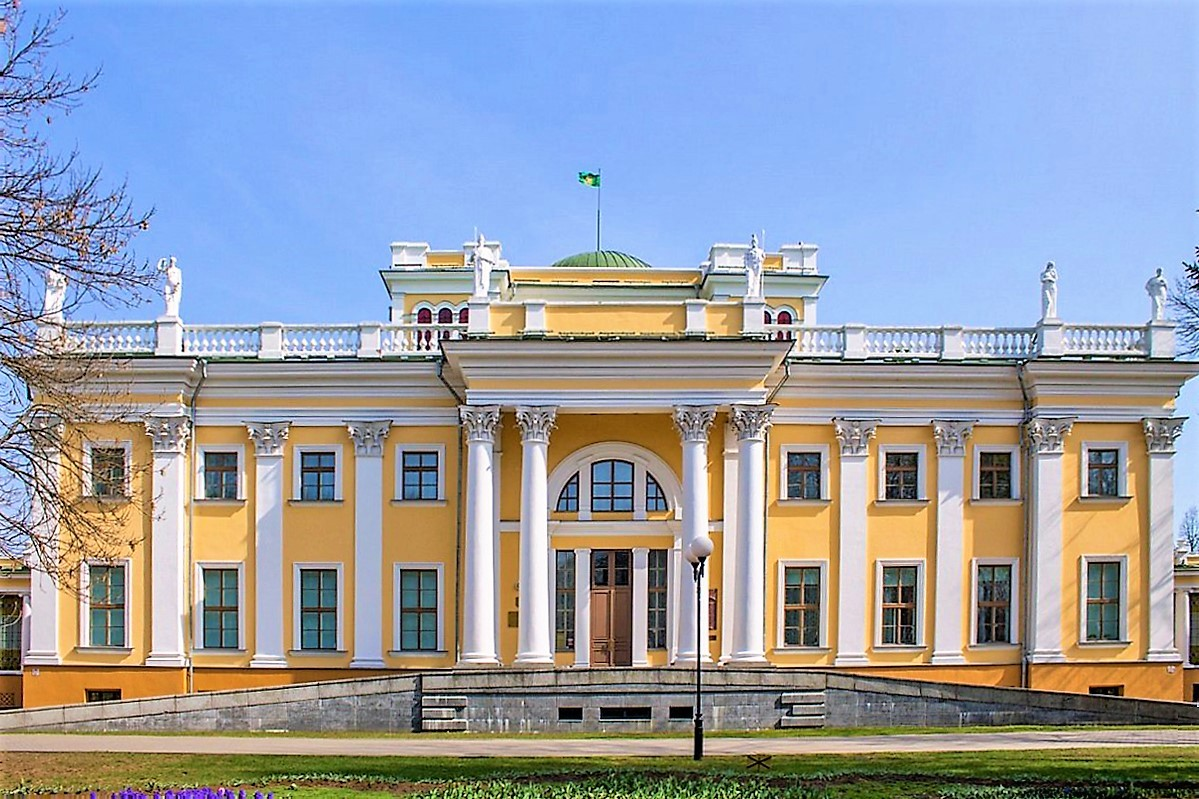
Дворец Румянцевых

По требованию императрицы в апреле 1783 года Румянцев был вынужден покинуть Париж и вернулся в Петербург. В апреле 1785 года он был назначен посланником в Баварию, которая в конце 1785 года была заменена ему на Пруссию. В мае 1786 года он выехал в Берлин, где пробыл только до августа 1788 года. Императрица не одобряла политики Румянцева, да и он сам тяготился своей должностью.
Вернувшись в Петербург, Румянцев погрузился в удовольствия светской жизни и в течение нескольких лет не занимал никакой должности. В январе 1791 получил чин тайного советника. С марта 1793 года состоял при прибывшем в Петербург графе д’Артуа. С июня 1793 по июнь 1794 года занимал щекотливый в то время пост русского посла в Швеции, и так же неудачно, как в Берлине. Имя русского посла было замешано в раскрытом в Стокгольме заговоре во главе с графом Армфельтом, целью которого было устранение от дел барона Рейтергольма. Екатерина II вынуждена была отозвать Румянцева.
Император Павел I указом от 14 ноября 1796 года назначил Румянцева присутствующим членом Коллегии иностранных дел. В 1797 году был назначен главным директором Государственного вспомогательного для дворянства банка. 9 сентября 1798 года был произведён в действительные тайные советники, назначен сенатором и министром уделов. Попав в опалу, в следующем году Румянцев вышел в отставку. В 1800 году вновь вернулся на службу членом Совета при Высочайшем Дворе, но в 1802 году за непосещение им заседаний Совета был уволен от службы.
С 1805 по 1814 года Румянцев заседал в Государственном совете, а затем уже окончательно удалился от дел. В 1810 избран почётным членом Петербургской академии наук. Он постоянно проживал в Москве в наследственном своём доме на Маросейке, 17. По своему общественному положению имел обширные знакомства. Наиболее же близкими приятелями его были: Карамзин, находившийся с ним в переписке, И. И. Дмитриев, Д. H. Блудов, H. И. Кривцов, А. И. Тургенев, князь П. A. Вяземский, который писал в своей «Старой записной книжке» о страсти Румянцева к картёжной игре, делая следующее замечание:
Богатый граф Румянцев, блестящий вельможа времен Екатерины, человек отменного ума, большой образованности, любознатель по всем отраслям науки, был до глубокой старости подвержен этой страсти, которой предавался, так сказать, запоем. Он запирался иногда дома на несколько дней с игроками, проигрывал им баснословные суммы и переставал играть впредь до нового запоя.
Карточные долги заставляли последнего Румянцева распродавать отцовские имения. В 1822 году он продал Сергиевку, ещё через 12 лет расстался со знаменитой Гомельской резиденцией. 
Умер 24 января (5 февраля) 1838 года и был похоронен в подмосковной усадьбе Троицкое. Яшмовый саркофаг находится в небольшом мавзолее, куда Сергей Петрович надеялся перенести из Киева прах отца. С его смертью угасла графская линия дворянского рода Румянцевых.

## Литературные занятия
С юношества С. П. Румянцев сочинял французские, большей частью мизантропические, провербы и остроумные басни на русском языке, «которые писал прекрасно и с большим умом». По приглашению княгини Е. Р. Дашковой, он стал в 1783 году сотрудником «Собеседника любителей русского слова», поместив в нём несколько критико-полемических статей, направленных против Екатерины II, которая отнеслась к ним пристрастно и осмеяла автора, не умевшего будто бы выражать свои мысли на родном языке. В июле 1786 года в книжке «Растущий Виноград» с подписью Правдубаева, Румянцев поместил статью против мартинистов, которых осмеивала и сама императрица.
Самым важным делом Румянцева была работа о свободных хлебопашцах. В 1802 году он через Н. Н. Новосильцева подал императору «Записку о вольных земледельцах» с предположением об увольнении крестьян в свободные хлебопашцы. После рассмотрения этого вопроса в Государственном Совете Александр I издал указ о вольных хлебопашцах (1803). Первое практическое применение указа взял на себя воронежский помещик Петрово-Соловово, а за ним — Румянцев, отпустивший на волю с наделом землею своих вологодских, ярославских и рязанских крестьян. Позднее, летом 1834 года, Румянцев в своем селе Тарутине Калужской губернии воздвигнул монумент в память победы, одержанной над французами 5 октября 1812 года на деньги, полученные Румянцевым за освобожденных крестьян этого села.

## Личная жизнь

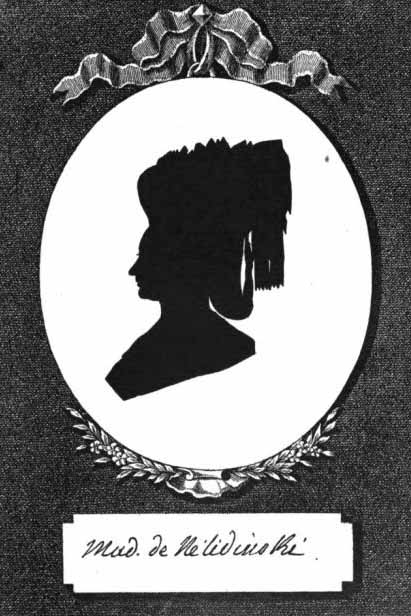
Анастасия Нелединская

Румянцев не был женат, но с 1784 по 1803 года находился в близких отношениях с Анастасией Николаевной Нелединской-Мелецкой, рожд. графиней Головиной (1754—1803), которая была второю женой А. Ю. Нелединского, отца писателя, и до него жила с князем H. В. Репниным. Румянцев имел незаконных детей, сначала они носили фамилию Сергеевых, а потом Кагульских, в память о победе их деда над турками при Кагуле. Им он передал своё большое состояние:
- старшая дочь (1785—1793)
- Варвара Сергеевна (1791/1794—1875), с 1811 года жена князя Павла Алексеевича Голицына (1782—1848). В обществе была известна под именем «princessa Babetta», отличалась умом и редким душевным качеством, с 1830 по 1834 года была председательницей Патриотического общества.
- Екатерина Сергеевна (1806—29.03.1826), первая жена (с 27 апреля 1824) князя Петра Ивановича Мещерского (1802—1876)[8], умерла после родов сына Сергея (25.02.1826—15.03.1826)[9].
- Зинаида Сергеевна (1811—1879), была замужем (с 02 августа 1827 года)[10] за генерал-майором Николаем Андриановичем Дивовым (1791—1879), сыном сенатора А. И. Дивова. Венчались в Петербурге в церкви Св. Архистратига Михаила в Михайловском дворце.

Дочери
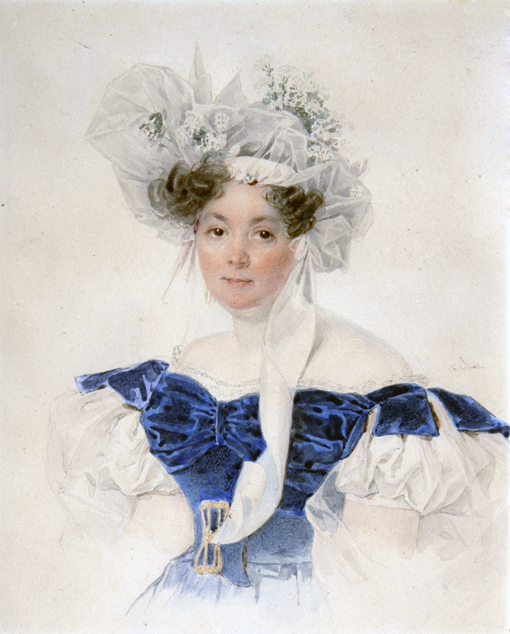
Варвара Сергеевна
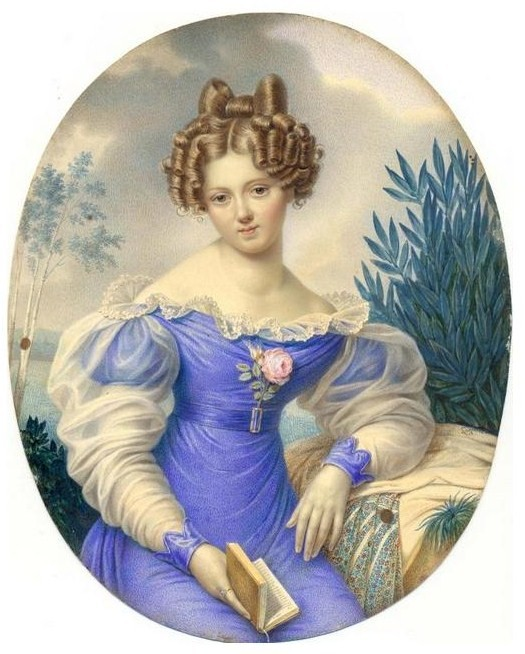
Екатерина Сергеевна
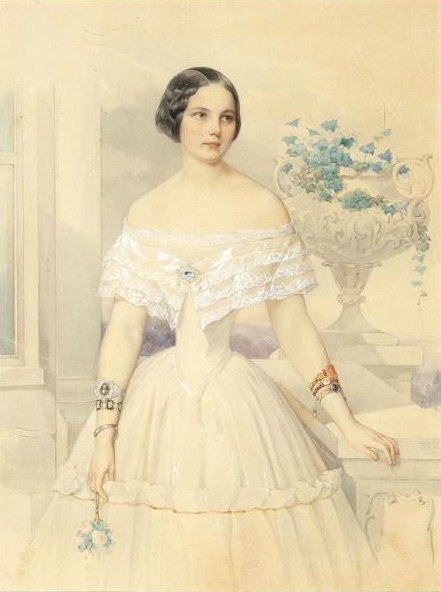
Зинаида Сергеевна